# Distrikt Rukiga
Rukiga ist ein Distrikt in Westuganda. Die Hauptstadt des Distrikts ist Mparo.

## Lage
Der Distrikt Rukiga grenzt im Osten an den Distrikt Ntungamo, im Südosten an Ruanda, im Südwesten an den Distrikt Kabale, im Nordwesten an den Distrikt Rubanda und im Norden an den Distrikt Rukungiri.

## Geschichte
Der Distrikt entstand 2017.

## Demografie
Die Bevölkerungszahl wird für 2020 auf 105.400 geschätzt. Davon lebten im selben Jahr 13,4 Prozent in städtischen Regionen und 86,6 Prozent in ländlichen Regionen.
| Zensusjahr | Einwohnerzahl |
| ---------- | ------------- |
| 2002       | 90.599        |
| 2014       | 100.726       |